# Specie di Theridiosomatidae
Di seguito sono descritte tutte le 89 specie della famiglia di ragni Theridiosomatidae note al dicembre 2012.

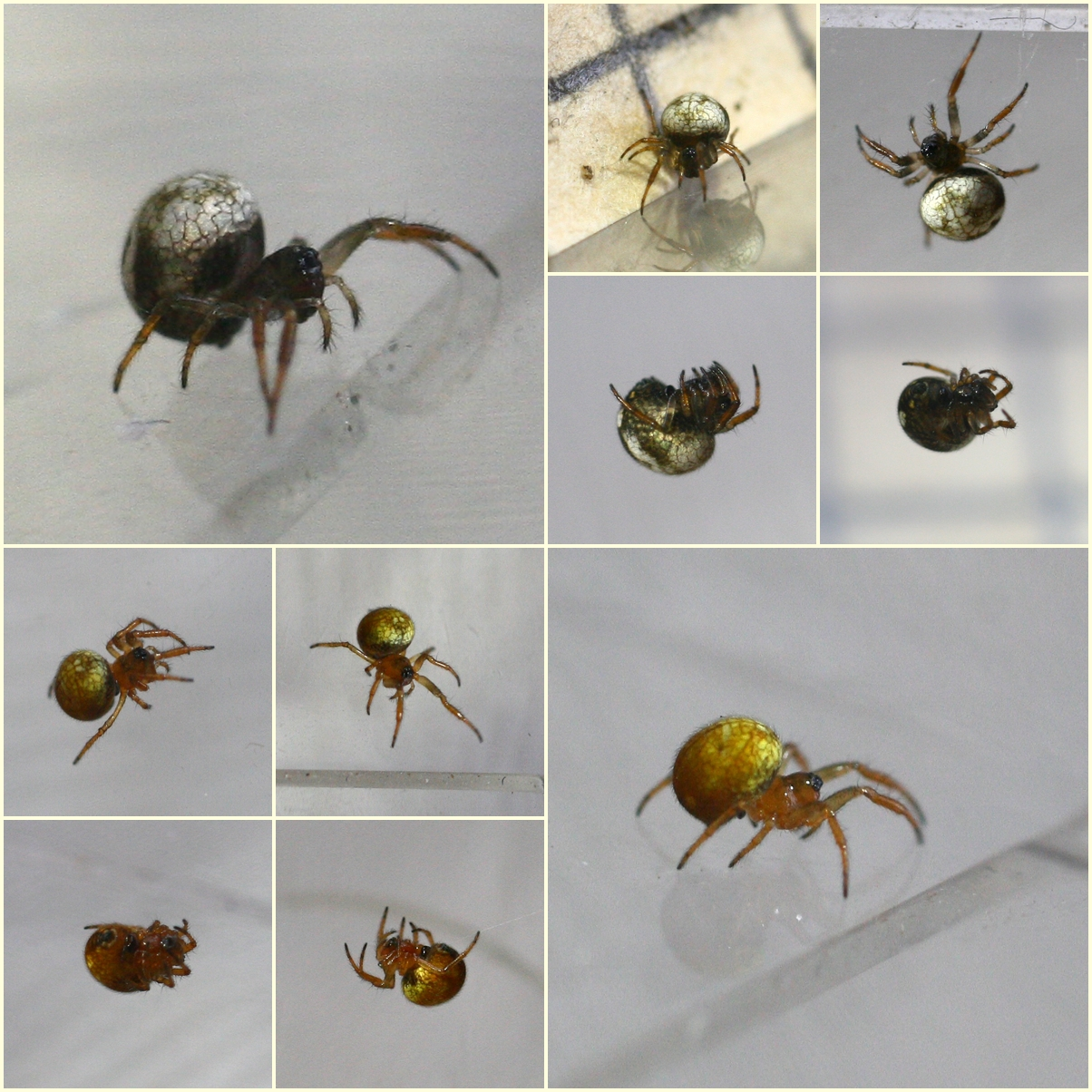
Theridiosoma gemmosum, femmine

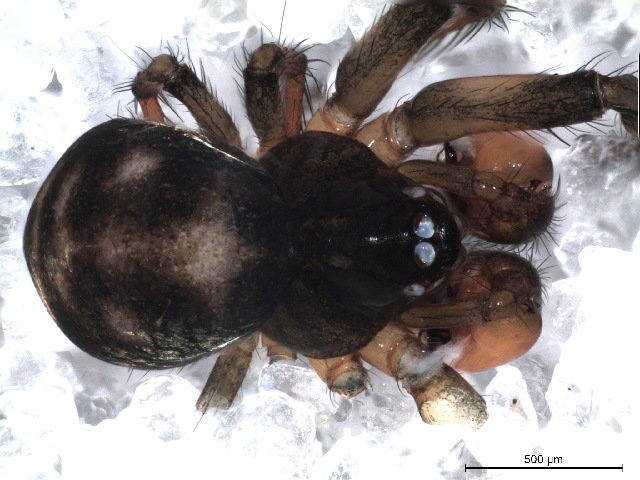
Baalzebub baubo

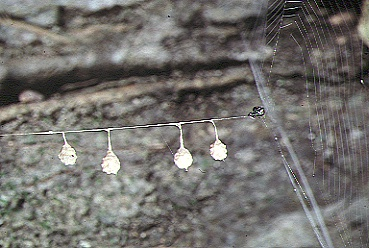
Tela di un Theridiosomatidae, Messico

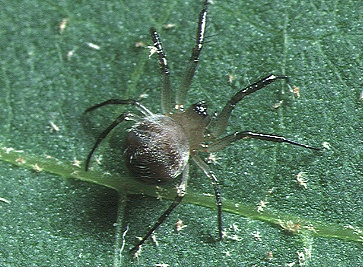
Wendilgarda sp., femmina

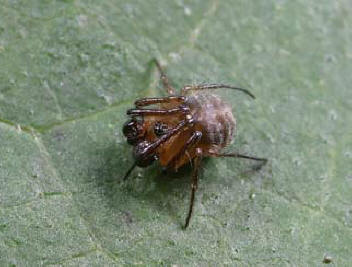
Wendilgarda sp., maschio

## Andasta
Andasta Simon, 1895
- Andasta benoiti (Roberts, 1978) — Isole Seychelles
- Andasta cyclosina Simon, 1901 — Malaysia
- Andasta semiargentea Simon, 1895 — Sri Lanka
- Andasta siltte Saaristo, 1996 — Isole Seychelles

## Baalzebub
Baalzebub Coddington, 1986
- Baalzebub albonotatus (Petrunkevitch, 1930) — Portorico
- Baalzebub baubo Coddington, 1986 — Costa Rica, Panama, Brasile
- Baalzebub brauni (Wunderlich, 1976) — Queensland
- Baalzebub nemesi Miller, Griswold & Yin, 2009 — Cina

## Chthonopes
Chthonopes Wunderlich, 2011
- Chthonopes cavernicolus Wunderlich, 2011 — Laos
- Chthonopes jaegeri Wunderlich, 2011 — Laos

## Chthonos
Chthonos Coddington, 1986
- Chthonos pectorosa (O. P.-Cambridge, 1882) — Brasile
- Chthonos peruana (Keyserling, 1886) — Perù
- Chthonos quinquemucronata (Simon, 1893) — Brasile
- Chthonos tuberosa (Keyserling, 1886) — Brasile

## Coddingtonia
Coddingtonia Miller, Griswold & Yin, 2009
- Coddingtonia euryopoides Miller, Griswold & Yin, 2009 — Cina

## Epeirotypus
Epeirotypus O. P.-Cambridge, 1894
- Epeirotypus brevipes O. P.-Cambridge, 1894 — dal Messico alla Costa Rica
- Epeirotypus chavarria Coddington, 1986 — Costa Rica
- Epeirotypus dalong Miller, Griswold & Yin, 2009 — Cina

## Epilineutes
Epilineutes Coddington, 1986
- Epilineutes globosus (O. P.-Cambridge, 1896) — dal Messico al Brasile

## Karstia
Karstia Chen, 2010
- Karstia coddingtoni (Zhu, Zhang & Chen, 2001) — Cina
- Karstia upperyangtzica Chen, 2010 — Cina

## Luangnam
Luangnam Wunderlich, 2011
- Luangnam doscobulbus Wunderlich, 2011 — Laos

## Naatlo
Naatlo Coddington, 1986
- Naatlo fauna (Simon, 1897) — dalla Costa Rica al Brasile
- Naatlo maturaca Rodrigues & Lise, 2008 — Brasile
- Naatlo serrana Rodrigues & Lise, 2008 — Brasile
- Naatlo splendida (Taczanowski, 1879) — dalla Colombia al Brasile, Bolivia
- Naatlo sutila Coddington, 1986 — Panama, Colombia, Suriname
- Naatlo sylvicola (Hingston, 1932) — Guyana

## Ogulnius
Ogulnius O. P.-Cambridge, 1882
- Ogulnius barbandrewsi Miller, Griswold & Yin, 2009 — Cina
- Ogulnius clarus Keyserling, 1886 — Brasile
- Ogulnius cubanus Archer, 1958 — Cuba
- Ogulnius fulvus Bryant, 1945 — Hispaniola
- Ogulnius gertschi Archer, 1953 — Panama
- Ogulnius gloriae (Petrunkevitch, 1930) — Portorico
- Ogulnius hayoti Lopez, 1994 — Martinica (Piccole Antille)
- Ogulnius infumatus Simon, 1897 — Isole Saint Vincent (Piccole Antille)
- Ogulnius latus Bryant, 1948 — Hispaniola
- Ogulnius obscurus Keyserling, 1886 — Perù, Brasile
- Ogulnius obtectus O. P.-Cambridge, 1882 — Brasile, Colombia, Perù
- Ogulnius paliisteri Archer, 1953 — Perù
- Ogulnius pullus Bösenberg & Strand, 1906 — Corea, Giappone
- Ogulnius tetrabunus (Archer, 1965) — Giamaica
- Ogulnius yaginumai Brignoli, 1981 — Filippine

## Parogulnius
Parogulnius Archer, 1953
- Parogulnius hypsigaster Archer, 1953 — USA

## Plato
Plato Coddington, 1986
- Plato bicolor (Keyserling, 1886) — Brasile
- Plato bruneti (Gertsch, 1960) — Trinidad
- Plato guacharo (Brignoli, 1972) — Venezuela
- Plato juberthiei Lopez, 1996 — Guiana francese
- Plato miranda (Brignoli, 1972) — Venezuela
- Plato troglodita Coddington, 1986 — Ecuador

## Theridiosoma
Theridiosoma O. P.-Cambridge, 1879
- Theridiosoma argenteolunulatum Simon, 1897 — Indie Occidentali, Venezuela
- Theridiosoma blaisei Simon, 1903 — Gabon
- Theridiosoma caaguara Rodriques & Ott, 2005 — Brasile
- Theridiosoma chiripa Rodriques & Ott, 2005 — Brasile
- Theridiosoma circuloargenteum Wunderlich, 1976 — Nuovo Galles del Sud
- Theridiosoma concolor Keyserling, 1884 — Messico, Brasile
- Theridiosoma davisi Archer, 1953 — Messico
- Theridiosoma diwang Miller, Griswold & Yin, 2009 — Cina
- Theridiosoma epeiroides Bösenberg & Strand, 1906 — Russia, Corea, Giappone
- Theridiosoma fasciatum Workman, 1896 — Singapore, Sumatra
- Theridiosoma gemmosum (L. Koch, 1877) — America settentrionale, dall'Europa all'Asia centrale
- Theridiosoma genevensium (Brignoli, 1972) — Sri Lanka
- Theridiosoma goodnightorum Archer, 1953 — dal Messico alla Costa Rica
- Theridiosoma kikuyu Brignoli, 1979 — Kenya
- Theridiosoma latebricola Locket, 1968 — Angola
- Theridiosoma lopdelli Marples, 1955 — Isole Samoa
- Theridiosoma lucidum Simon, 1897 — Venezuela
- Theridiosoma nebulosum Simon, 1901 — Malaysia
- Theridiosoma nechodomae Petrunkevitch, 1930 — Giamaica, Portorico
- Theridiosoma obscurum (Keyserling, 1886) — Brasile
- Theridiosoma picteti Simon, 1893 — Sumatra
- Theridiosoma savannum Chamberlin & Ivie, 1944 — USA
- Theridiosoma shuangbi Miller, Griswold & Yin, 2009 — Cina
- Theridiosoma taiwanica Zhang, Zhu & Tso, 2006 — Taiwan
- Theridiosoma zygops (Chamberlin & Ivie, 1936) — Panama

## Wendilgarda
Wendilgarda Keyserling, 1886
- Wendilgarda assamensis Fage, 1924 — India, Cina
- Wendilgarda atricolor (Simon, 1907) — Isole São Tomé e Principe (Golfo di Guinea)
- Wendilgarda clara Keyserling, 1886 — Indie Occidentali, dal Guatemala al Brasile
- Wendilgarda galapagensis Archer, 1953 — Isole Galápagos
- Wendilgarda liliwensis Barrion & Litsinger, 1995 — Filippine
- Wendilgarda mexicana Keyserling, 1886 — Messico, America centrale, Cuba
- Wendilgarda muji Miller, Griswold & Yin, 2009 — Cina
- Wendilgarda mustelina Simon, 1897 — Isola Saint Vincent (Piccole Antille)
  - Wendilgarda mustelina arnouxi Lopez & Emerit, 1985 — Guadalupa (Piccole Antille)
- Wendilgarda nigra Keyserling, 1886 — Brasile
- Wendilgarda nipponica Shinkai, 2009 — Giappone
- Wendilgarda sinensis Zhu & Wang, 1992 — Cina

## Zoma
Zoma Saaristo, 1996
- Zoma dibaiyin Miller, Griswold & Yin, 2009 — Cina
- Zoma zoma Saaristo, 1996 — Isole Seychelles